# Jan Kanty Szczuka
Jan Kanty Antoni Szczuka herbu Grabie (zm. 1726) – starosta wiekszniański. 
Syn Stanisława Antoniego. Mąż Salomei Sapiehy - córki Jerzego Stanisława Sapiehy. Przez kilka miesięcy był właścicielem Biłgoraja. Zmarł bezpotomnie.